# Portimonense Sporting Clube
Maillots
Actualités
Le Portimonense Sporting Clube est un club de football portugais fondé en 1914. Basé à Portimão, le club évolue cette saison en deuxième division portugaise (Liga Portugal 2).

## Historique
Le club passe 14 saisons en Liga Sagres (1re division).
Il obtient son meilleur résultat en D1 lors de la saison 1984-1985, où il se classe 5e du championnat, avec 14 victoires, 8 matchs nuls et 8 défaites.
La dernière présence en 1re division du Portimonense SC remonte à la saison 2010-2011.
Lors de la saison 2001-2002, le club, qui évolue en deuxième division, réussit la performance d'atteindre les quarts de finale de la Coupe du Portugal.
Depuis 2016, grâce à l'importance prise par Takeshi Okada dans l'actionnariat, le club initie une nouvelle politique sportive et économique autour de partenariats avec des clubs japonais.
En 2017, le club remporte le championnat de deuxième division et accède ainsi de nouveau à l'élite du championnat portugais.

## Palmarès et parcours européen

### Palmarès
| Compétitions nationales | Compétitions internationales                      |
| - Championnat du Portugal - 5ème : 1985 - Coupe du Portugal - Demi-Finaliste : 1983, 1987 et 1988 - Coupe de la Ligue du Portugal - Demi-finaliste : 2016 - Championnat du Portugal de D2 (1) - Champion : 2017 | - Coupe UEFA / Ligue Europa - Premier tour : 1986 |

### Parcours européen
| Saison    | Compétition | Tour         | Club              | Domicile | Extérieur | Total |
| --------- | ----------- | ------------ | ----------------- | -------- | --------- | ----- |
| 1985-1986 | Coupe UEFA  | Premier tour | Partizan Belgrade | 1 - 0    | 0 - 4     | 1 - 4 |

Légende
- Victoire ou qualification pour le tour suivant
- Match nul
- Défaite ou élimination de la compétition

## Bilan saison par saison
| Saison                                                                       | I  | II | III | CP              |
| 2023-2024                                                                    | 16 |    |     | -               |
| 2022-2023                                                                    | 15 |    |     | -               |
| 2021-2022                                                                    | 12 |    |     | -               |
| 2020-2021                                                                    | 14 |    |     | -               |
| 2019-2020                                                                    | 17 |    |     | 1/32 de finale  |
| 2018-2019                                                                    | 11 |    |     | 1/32 de finale  |
| 2017-2018                                                                    | 10 |    |     | 1/16 de finale  |
| 2016-2017                                                                    |    | 1  |     | 1/64 de finale  |
| 2015-2016                                                                    |    | 4  |     | 1/8 de finale   |
| 2014-2015                                                                    |    | 14 |     | 1/64 de finale  |
| 2013-2014                                                                    |    | 7  |     | 1/32 de finale  |
| 2012-2013                                                                    |    | 6  |     | 1/32 de finale  |
| 2011-2012                                                                    |    | 16 |     | 1/32 de finale  |
| 2010-2011                                                                    | 15 |    |     | 1/16 de finale  |
| 2009-2010                                                                    |    | 2  |     | 1/64 de finale  |
| 2008-2009                                                                    |    | 13 |     | 1/8 de finale   |
| 2007-2008                                                                    |    | 10 |     | 1/32 de finale  |
| 2006-2007                                                                    |    | 14 |     | 1/32 de finale  |
| 2005-2006                                                                    |    | 12 |     | 1/32 de finale  |
| 2004-2005                                                                    |    | 14 |     | 1/32 de finale  |
| 2003-2004                                                                    |    | 16 |     | 1/8 de finale   |
| 2002-2003                                                                    |    | 5  |     | 1/64 de finale  |
| 2001-2002                                                                    |    | 6  |     | 1/4 de finale   |
| 2000-2001                                                                    |    |    | 1   | 1/64 de finale  |
| 1999-2000                                                                    |    |    | 2   | 1/32 de finale  |
| 1998-1999                                                                    |    |    | 3   | 1/16 de finale  |
| 1997-1998                                                                    |    |    | 8   | 1/128 de finale |
| 1996-1997                                                                    |    |    | 12  | 1/8 de finale   |
| 1995-1996                                                                    |    |    | 6   | 1/8 de finale   |
| 1994-1995                                                                    |    | 16 |     | 1/32 de finale  |
| 1993-1994                                                                    |    | 12 |     | 1/32 de finale  |
| 1992-1993                                                                    |    |    | 1   | 1/64 de finale  |
| 1991-1992                                                                    |    | 17 |     | 1/32 de finale  |
| 1990-1991                                                                    |    | 8  |     | 1/8 de finale   |
| 1989-1990                                                                    | 17 |    |     | 1/32 de finale  |
| 1988-1989                                                                    | 11 |    |     | 1/16 de finale  |
| 1987-1988                                                                    | 13 |    |     | Demi-finale     |
| 1986-1987                                                                    | 9  |    |     | Demi-finale     |
| 1985-1986                                                                    | 7  |    |     | 1/8 de finale   |
| 1984-1985                                                                    | 5  |    |     | 1/16 de finale  |
| 1983-1984                                                                    | 10 |    |     | 1/16 de finale  |
| 1982-1983                                                                    | 9  |    |     | Demi-finale     |
| 1981-1982                                                                    | 6  |    |     | 1/16 de finale  |
| 1980-1981                                                                    | 8  |    |     | 1/16 de finale  |
| 1979-1980                                                                    | 8  |    |     | 1/16 de finale  |
| 1978-1979                                                                    |    | 1  |     | 1/64 de finale  |
| 1977-1978                                                                    | 13 |    |     | 1/16 de finale  |
| 1976-1977                                                                    | 12 |    |     | 1/32 de finale  |
| 1975-1976                                                                    |    | 1  |     | 1/4 de finale   |
| 1974-1975                                                                    |    | 3  |     | 1/16 de finale  |
| 1973-1974                                                                    |    | 4  |     | 1/16 de finale  |
| 1972-1973                                                                    |    | 3  |     | 1/128 de finale |
| 1971-1972                                                                    |    | 13 |     | 1/64 de finale  |
| 1970-1971                                                                    |    | 7  |     | 1/128 de finale |
| 1969-1970                                                                    |    | 6  |     | 1/64 de finale  |
| 1968-1969                                                                    |    | 5  |     | 1/64 de finale  |
| 1967-1968                                                                    |    | 8  |     | 1/32 de finale  |
| 1966-1967                                                                    |    | 2  |     | 1/32 de finale  |
| 1965-1966                                                                    |    | 3  |     | 1/8 de finale   |
| 1964-1965                                                                    |    | 4  |     | 1/16 de finale  |
| 1963-1964                                                                    |    | 7  |     | 1/32 de finale  |
| 1962-1963                                                                    |    | 4  |     | 1/16 de finale  |
| 1961-1962                                                                    |    | 9  |     | 1/32 de finale  |
| 1960-1961                                                                    |    | 8  |     | 1/32 de finale  |
| 1959-1960                                                                    |    | 3  |     | 1/16 de finale  |
| 1958-1959                                                                    |    | 4  |     | 1/16 de finale  |
| 1957-1958                                                                    |    | 5  |     | -               |
| 1956-1957                                                                    |    | 8  |     | 1/32 de finale  |
| 1955-1956                                                                    |    | 10 |     | 1/16 de finale  |
| 1954-1955                                                                    |    | 7  |     | 1/16 de finale  |
| 1953-1954                                                                    |    | 3  |     | -               |
| 1952-1953                                                                    |    | 2  |     | -               |
| 1951-1952                                                                    |    | 8  |     | -               |
| 1950-1951                                                                    |    | 4  |     | -               |
| 1949-1950                                                                    |    | 3  |     | -               |
| 1948-1949                                                                    |    | 2  |     | 1/16 de finale  |
| 1947-1948                                                                    |    | 3  |     | 1/4 de finale   |
| 1946-1947                                                                    |    | 2  |     | -               |
| 1945-1946                                                                    |    | 1  |     | 1/8 de finale   |
| 1938-1939                                                                    |    | 4  |     | -               |
| 1937-1938                                                                    |    | 2  |     | -               |
| 1936-1937                                                                    |    | 3  |     | -               |
| I - 1.ª Divisão; II - 2.ª Divisão; III - 3.ª Divisão; CP - Coupe du Portugal |    |    |     |                 |

|  |            |
|  | Promotion  |
|  | Relégation |

## Entraîneurs du club
- 2005-2006 :  Diamantino Miranda
- 2006-2007 :  Luis Martins
- 2007-2009 :  Vítor Pontes
- 2009 :  Vidigal
- 2009-... :  Litos

## Anciens joueurs
- Khalid Fouhami (international marocain)